# Rolls-Royce Group
Rolls-Royce Holdings plc ist ein international tätiger Konzern, der aus dem Hersteller der luxuriösen Rolls-Royce-Automobile entstand, welcher aber seit 1973 nicht mehr zum Konzern gehört. Die Rolls-Royce Holdings plc ist ein im Financial Times Stock Exchange Index in London gelistetes Unternehmen, das vor allem für die Herstellung von Triebwerken und Komponenten für die zivile und militärische Luftfahrt, aber auch in den Bereichen Schifffahrt und Energietechnik bekannt ist.
Der älteste Teil des Unternehmens, die Automobilproduktion, gehört als Bentley Motors zum VW-Konzern, während die Rechte an der Marke Rolls-Royce Motor Cars an BMW gingen. Seit 2000 werden Rolls-Royce-Automobile von einer dafür gegründeten BMW-Tochter produziert.

## Geschichte

### Gründungszeit

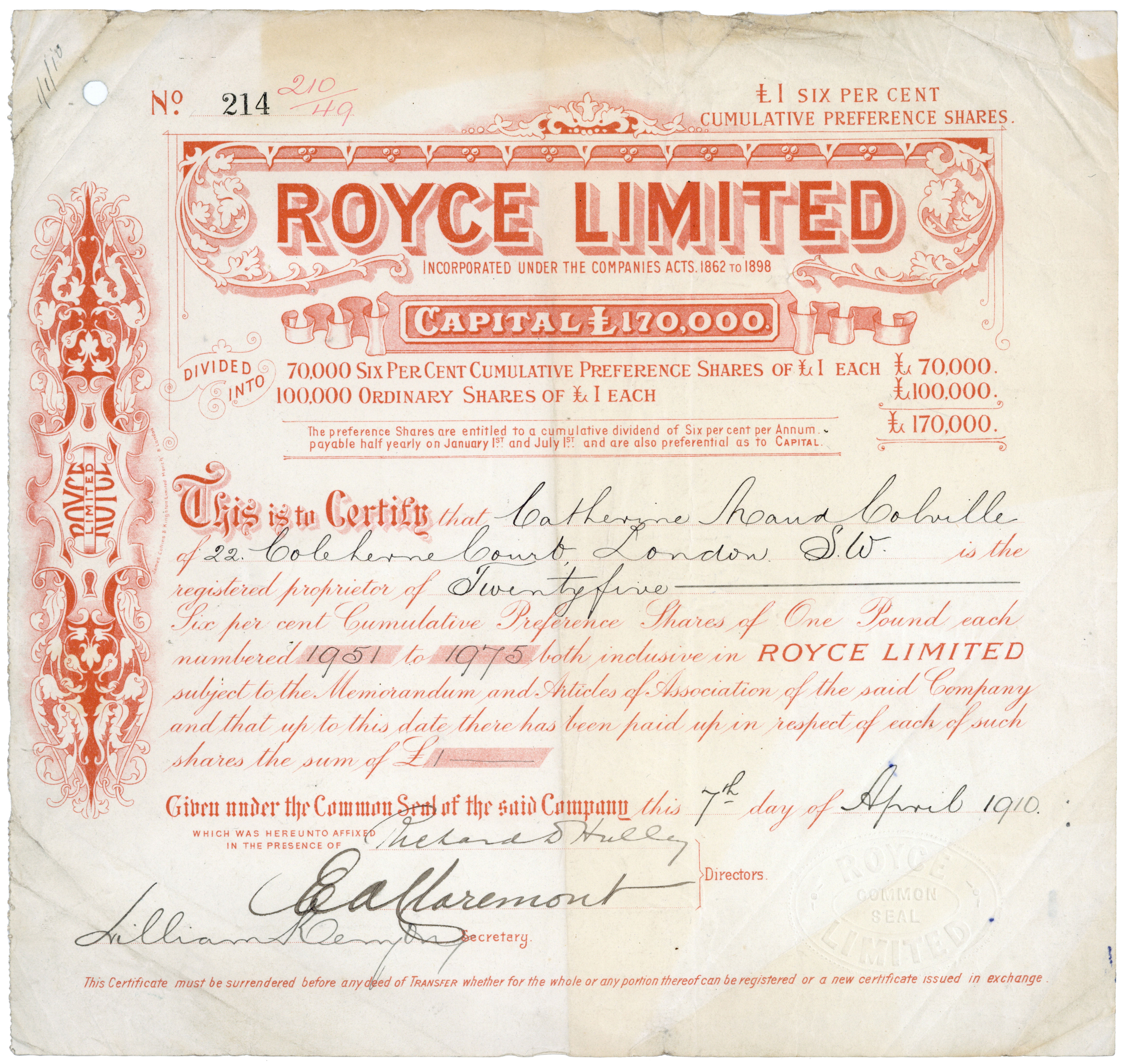
Aktie der Royce Limited über 25 Preference Shares zu je 1 £, ausgegeben am 7. April 1910. Die Gesellschaft wurde gegründet von Frederick Henry Royce am 4. Juni 1894 unter dem Namen F. H. Royce and Co., Limited und am 17. Oktober 1899 zu Royce, Limited reorganisiert. Unter eigenem Namen baute Royce nur drei Fahrzeuge. Zu einer Serienproduktion kam es erst unter der Markenbezeichnung Rolls-Royce.

Spirit of Ecstasy

Im Frühjahr 1904 schlossen sich der Kaufmann Charles Rolls (1877–1910 Flugzeugabsturz) und der Ingenieur Henry Royce (1863–1933) zusammen. Royce selbst bezeichnete sich stets als „Mechanic“, nie jedoch als Ingenieur. Er hatte bereits eine eigene Firma und auch einige wenige Autos gebaut, Rolls wollte sie nun vermarkten. Am 15. März 1906 gründeten sie in Manchester die Firma Rolls-Royce Limited. Als erstes Modell wurde der 40/50 HP (1906–1925) auf einer öffentlichen Automobilmesse in London vorgestellt. Er kostete damals 305 Pfund (entsprechen der Kaufkraft von 37400 Pfund im Jahr 2019). Das Fahrzeug verschaffte dem Unternehmen den Ruf, das beste Automobil der Welt zu bauen, da es einen neuen Langstreckenrekord aufstellte. 
Ein Vorführmodell wurde 1907 als Silver Ghost bezeichnet, dieser Begriff wurde alsbald auf die Baureihe übertragen. Der Rolls-Royce 40/50 HP bewährte sich auch im Militäreinsatz. T. E. Lawrence „von Arabien“ schrieb in seinem Buch „Die sieben Säulen der Weisheit“ über dieses famose, zuverlässige Automobil: „Ein Rolls-Royce in der Wüste ist mehr wert als Rubine“. 
Ab 1911 trugen Rolls-Royce als Kühlerfigur den legendären „Spirit of Ecstasy“, eine Frauengestalt, für die Miss Eleanor Velasco Thornton dem Bildhauer Charles Sykes Modell gestanden haben soll. Der Ursprung der im deutschsprachigen Raum bekannten Bezeichnung „Emily“ für die Spirit of Ecstasy ist unbekannt. Eleanor Thornton jedenfalls wurde nie so genannt.

### Expansion

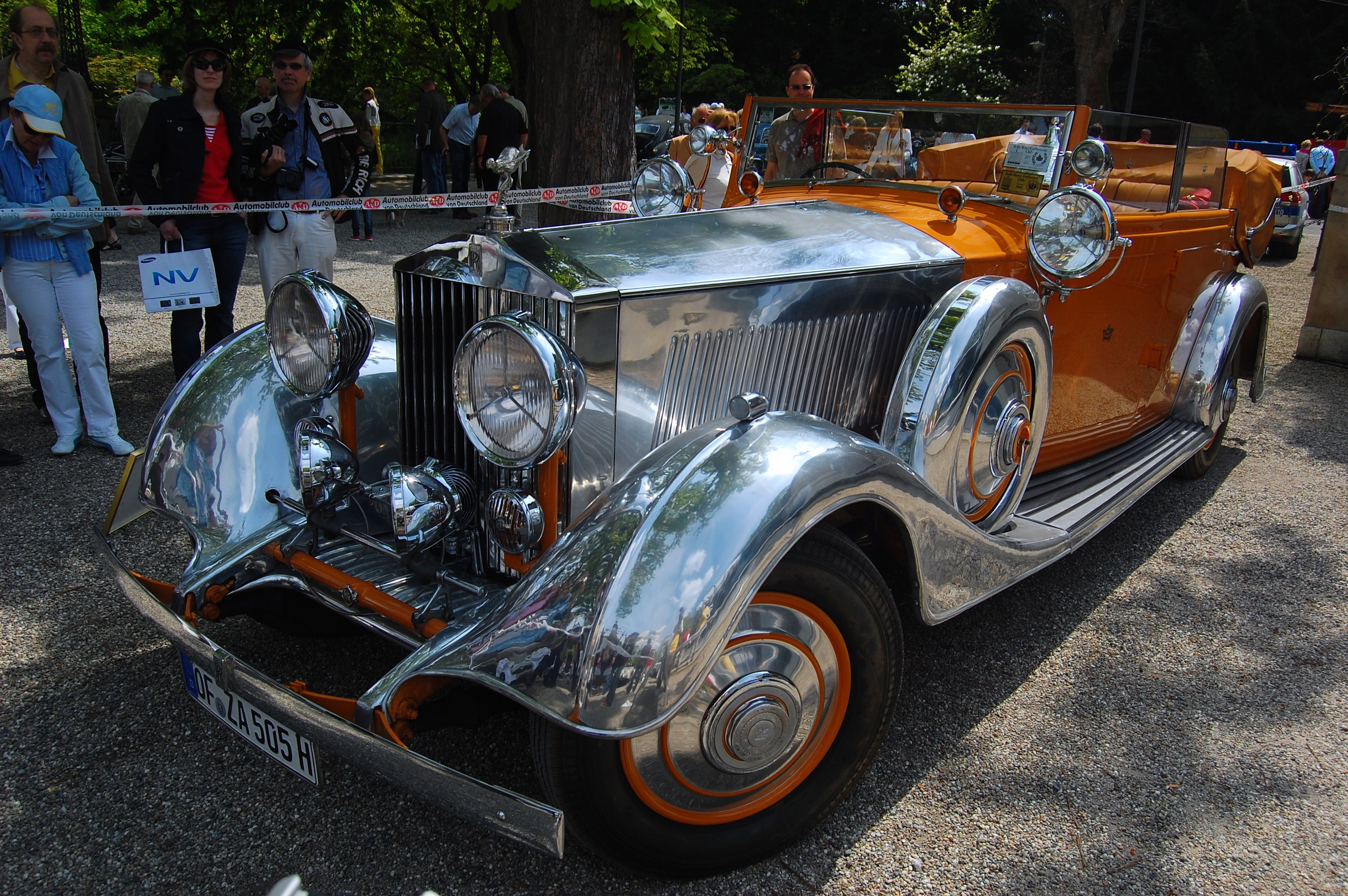
Rolls-Royce Phantom II, Stern von Indien

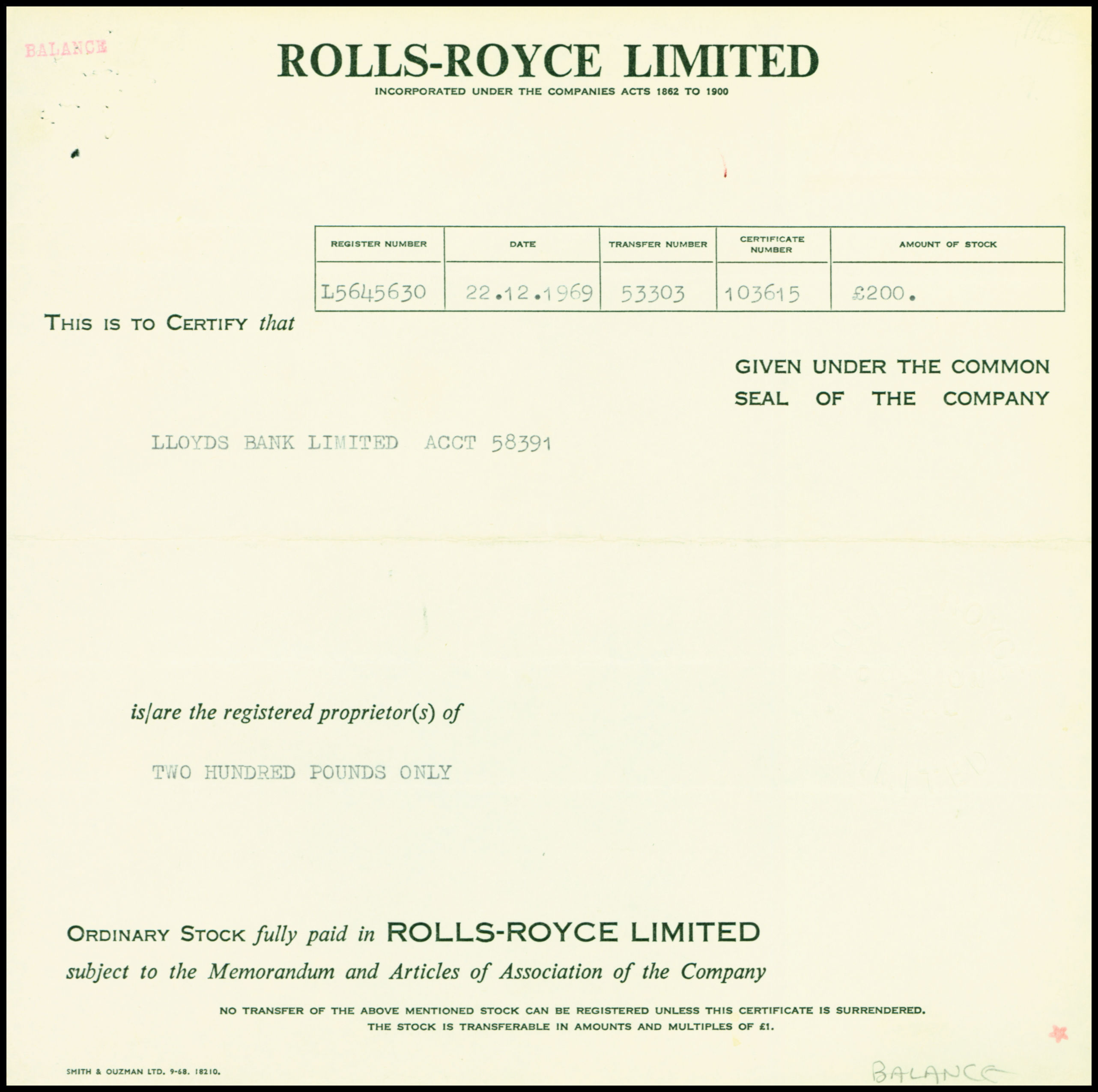
Aktie von Rolls-Royce Ltd vom 22. Dezember 1969

Während der Weltwirtschaftskrise übernahm Rolls-Royce 1931 den in wirtschaftlichen Schwierigkeiten stehenden Konkurrenten Bentley. Zunächst wurde Bentley als sportliche Marke im Unternehmen geführt; ab 1965 waren Rolls-Royce- und Bentley-Fahrzeuge weitgehend baugleich. Bereits 1946 wurde die Automobilproduktion nach Crewe verlegt.
1914 stieg Rolls-Royce mit dem Hawk in den Flugmotorenbau ein, der später mit Typen wie dem Rolls-Royce Merlin bald den größten Teil der Geschäftstätigkeit ausmachte. Während des Zweiten Weltkriegs waren ca. 50 Prozent der alliierten Flugzeuge mit Motoren von Rolls-Royce und seinen Lizenznehmern ausgestattet.
Die Entwicklung von Strahltriebwerken übernahm Rolls-Royce im Jahre 1943 von der Rover Company und lieferte im gleichen Jahr mit dem Welland den Antrieb für den Prototyp der Gloster Meteor, das erste ab 1944 in Serie produzierte strahlgetriebene Jagdflugzeug der Royal Air Force. Später wurden, beginnend 1948 mit dem Dart, auch Turboprop-Triebwerke (PTL) serienmäßig hergestellt. Nach der Übernahme von Bristol Siddeley im Jahr 1966 hatte Rolls-Royce das umfassendste Triebwerksprogramm der Welt.
Das ursprüngliche Firmenzeichen waren rote Buchstaben auf silbernem Grund. Das schwarze Logo wurde erstmals 1931 verwendet. Henry Royce gab im Jahr 1933 Anweisung, die Schriftfarbe der Buchstaben „RR“ im Firmenlogo dauerhaft von rot auf schwarz zu ändern. Diese Änderung erfolgte auf Grund zahlreicher Beschwerden hochrangiger Kunden (u. a. des Prince of Wales), dass das Rot mit manchen Wagenfarben nicht harmonierte. Schwarz wurde gewählt, weil es für alle Farben passend erschien. Die Legende, dass dieser Farbwechsel aufgrund des Todes von Henry Royce im April 1933 vorgenommen wurde, widerspricht den gegebenen Fakten.

### Konkurs – Teilung – Renaissance
1971 meldete Rolls-Royce Konkurs an, da die Entwicklung des Dreiwellentriebwerkes Rolls-Royce RB211 für die Lockheed L-1011 TriStar das Unternehmen in finanzielle Schwierigkeiten stürzte. Die britische Regierung verhinderte den Zusammenbruch mit einem großen Aufwand an Steuergeldern. Rolls-Royce wurde verstaatlicht, und 1973 wurde der Triebwerks-Hersteller vom Automobilhersteller getrennt.
Der Automobil-Hersteller firmierte nun unter dem Namen Rolls-Royce Motor Cars und der Triebwerks-Hersteller nach der Reprivatisierung 1987 als Rolls-Royce plc. 1980 wurde Rolls-Royce Motor Cars von dem Rüstungskonzern Vickers übernommen. 1998 wollte Vickers Rolls-Royce Motor Cars verkaufen, und alles sprach für einen Zuschlag für BMW, da diese bereits Motoren für Rolls-Royce- und Bentley-Wagen lieferten und zudem seit 1991 als BMW-Rolls-Royce in Deutschland das Flugzeug-Triebwerk Rolls-Royce BR700 herstellen. 
Jedoch wurde BMW von der Volkswagen AG überboten, die schließlich den Automobilhersteller Rolls-Royce in Form von Fabrik und Mitarbeitern in Crewe samt Marke Bentley und Rechten an der „Spirit of Ecstasy“ übernahm. Allerdings wollte Rolls-Royce plc, die nach wie vor die Rechte an dem Markennamen Rolls-Royce auch für Fahrzeuge besaßen, diese nicht an VW, sondern an BMW weitergeben. Daher wurde vereinbart, dass ab 2003 Rolls-Royce und Bentley wieder getrennt werden; BMW lieferte bis dahin weiterhin die Motoren für die unter VW-Regie gebauten Rolls-Royce und Bentley. BMW übernahm ausschließlich das Nutzungsrecht am Namen Rolls-Royce für PKW und startete abgesehen von den Motoren einen kompletten Neubeginn mit einem neuen Werk im südenglischen Goodwood bei Chichester, neuen Mitarbeitern und einem neuen Fahrzeug (Phantom), das zwischen 1998 und 2003 entwickelt wurde. Eigentümerin der Marke „Rolls-Royce“ bleibt jedoch der Triebwerkshersteller Rolls-Royce plc. Ironie des Schicksals ist, dass nur kurz nachdem Vickers den Verkauf und die Trennung der Marken Bentley und Rolls-Royce hinter sich gebracht hatte, Vickers selbst in wirtschaftliche Schwierigkeiten geriet und für einen Bruchteil des Erlöses aus dem Rolls-Royce-Verkauf durch Rolls-Royce plc übernommen wurde.
Seit 2003 fertigt Rolls-Royce Motor Cars Automobile in Goodwood, dem sechsten Produktionsstandort in der mehr als 100-jährigen Geschichte der Marke. Circa 10 km entfernt, in West-Wittering an der Küste, verbrachte Henry Royce seine letzten Lebensjahre; sein Haus und sein Studio befinden sich noch dort und sind in Privatbesitz. Am 1. Oktober 2019 übernahm der Konzern das Geschäft für elektrische Flugzeugantriebe von Siemens.

## Produkte

### Luftfahrt-Triebwerke
Rolls-Royce plc bietet eine große Palette von Triebwerken für zivile und militärische Flächenflugzeuge und Hubschrauber. Die in Deutschland produzierten Triebwerke bzw. Komponenten sind bei Rolls-Royce Deutschland aufgeführt.

#### Zivile Triebwerke

##### Strahltriebwerke

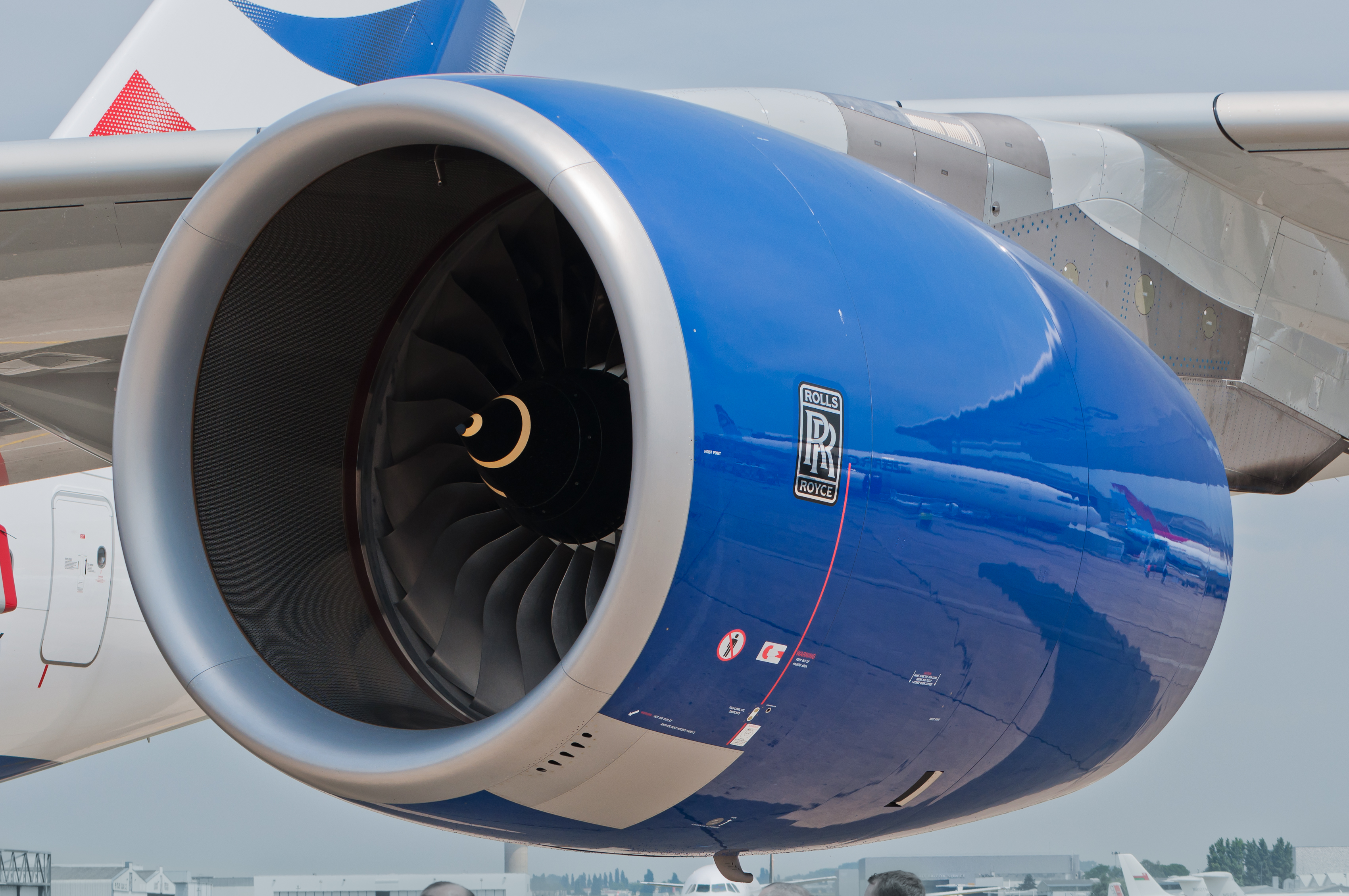
Rolls-Royce Trent 970, flugbereit an einem Airbus A380

- AE 3007 für Geschäftsreiseflugzeuge und Regionalflugzeuge (z. B. in Cessna Citation X, Embraer ERJ 145 Familie)
- BR710 für die Geschäftsreiseflugzeuge mit großer Reichweite
- BR715 für die Boeing 717 und die Tupolew Tu-334
- BR725 für die Gulfstream G650
- RB211-524/-22 für die Boeing 747, Lockheed L-1011 TriStar und Boeing 767
- RB211-535 für die Boeing 757 und Tupolew Tu-204
- Trent 500 für den Airbus A340-500 und -600
- Trent 700 für den Airbus A330
- Trent 800 für die Boeing 777
- Trent 900 für den Airbus A380
- Trent 1000 für die Boeing 787 Dreamliner
- Trent XWB für den Airbus A350
- Trent 7000 für den Airbus 330neo
- Tay für die Boeing 727, die Fokker 100, die Fokker 70 und die Gulfstream G400
- Spey für die Gulfstream II, die Gulfstream III und die Fokker F28

##### Wellentriebwerke
- Allison 250, ein Hubschrauberantrieb, z. B. Bo 105
- RR300, Triebwerk für Kleinhubschrauber, z. B. Robinson R66

##### Elektrotriebwerk
Im März 2021 wurde ein Flugzeug mit einem Elektrotriebwerk fertig gestellt. Für größere Flugzeuge will Rolls-Royce auch die Wasserstofftechnologie vorantreiben.

#### Militärische Triebwerke
Auf dem militärischen Markt ist Rolls-Royce plc der zweitgrößte Hersteller von Triebwerken weltweit und der größte in Europa.

##### Strahltriebwerke

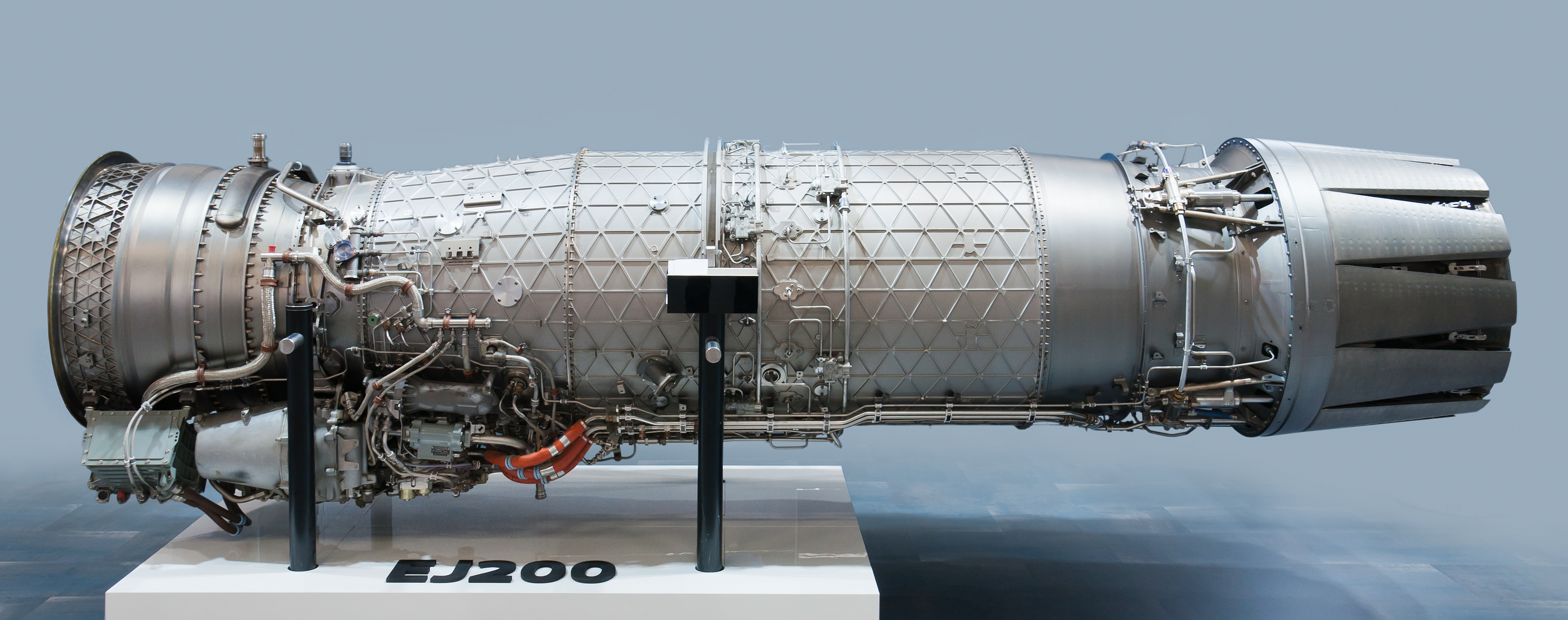
Ausgestelltes EJ200 Für den Eurofighter Typhoon

- RB.108: Hubtriebwerk für VTOL-Flugzeuge
- RB.145: Hub- und Marschtriebwerk für VTOL-Flugzeuge
- RB.162: Hubtriebwerk für VTOL-Flugzeuge
- F136 für die F-35A/C Joint Strike Fighter
- RRLS für die F-35B Joint Strike Fighter
- EJ200 für den Eurofighter Typhoon
- Turbo-Union RB199 für den Panavia Tornado
- Pegasus 11-21 für den Harrier/Sea Harrier
- Pegasus 11-61 für den Harrier II/II+/AV-8B
- Adour 106 für die SEPECAT Jaguar
- Adour 871 für die BAE Hawk
- Adour 951 für die BAE Hawk
- Avon 200 für den English Electric Lightning und Saab Draken
- Spey 202 für die F-4 Phantom
- Spey 251 für die BAe Nimrod
- Spey 807 für die AMX

##### Wellentriebwerke

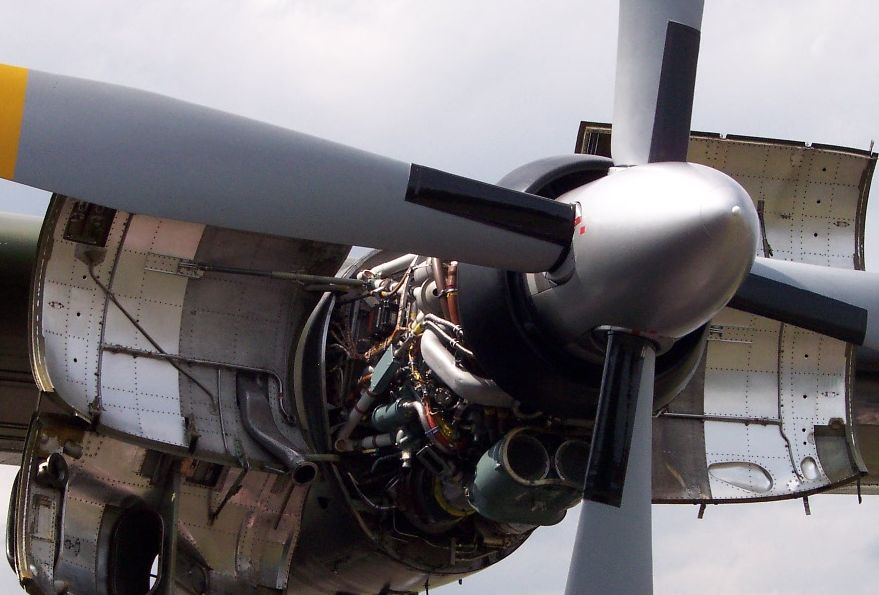
Rolls-Royce Tyne

- Tyne Mk 21/22, ein Turbopropantrieb, z. B. Transall C-160
- TP400-D6 für den Airbus A400M (Joint-Venture Europrop International)
- Rolls-Royce Allison T56, ein Triebwerk für die Propeller-Flächenflugzeuge Lockheed C-130 Hercules und P-3 Orion sowie Grumman E-2 Hawkeye und C-2A Greyhound

##### Kolbentriebwerke

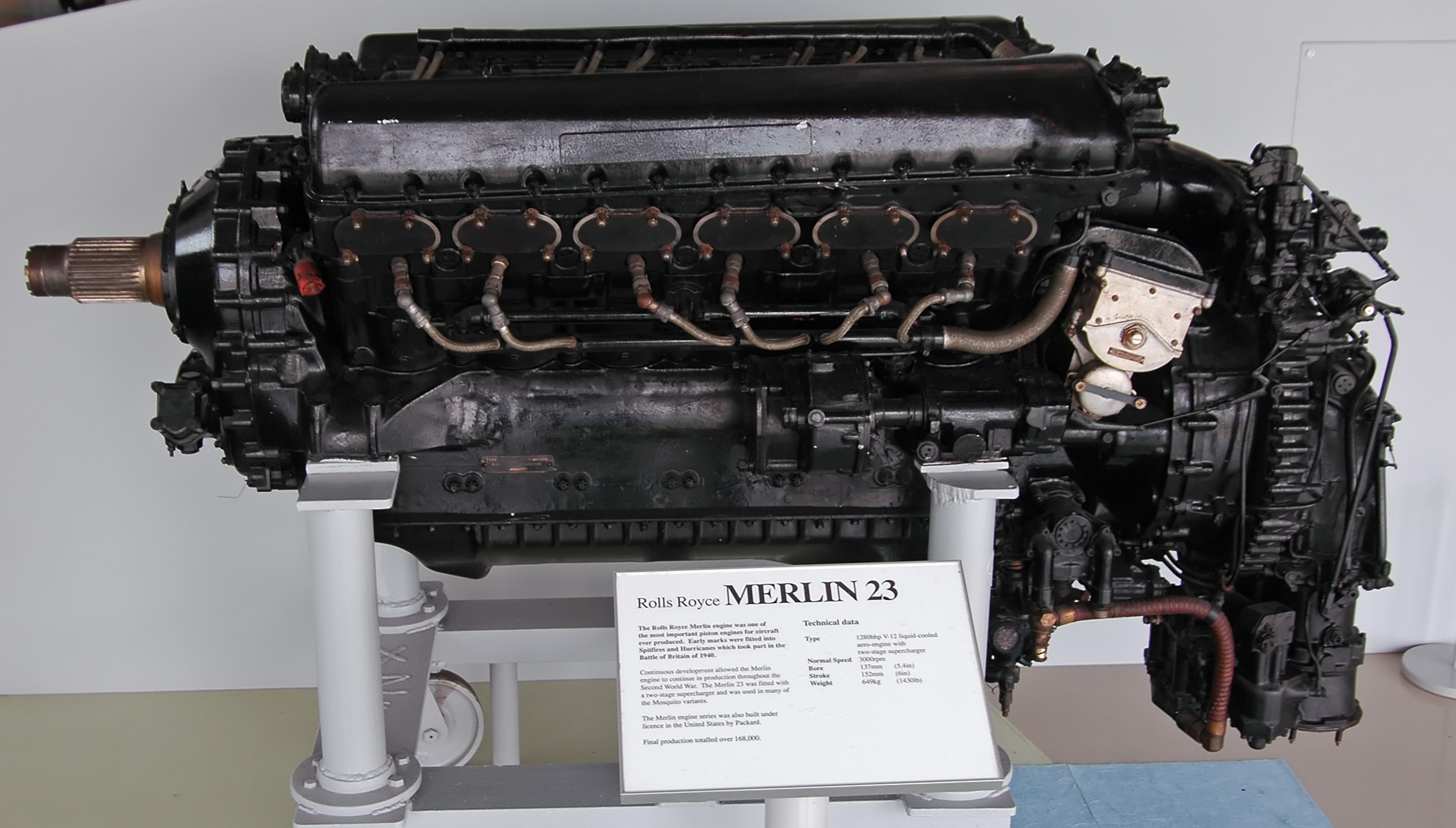
Rolls-Royce Merlin 23

Rolls-Royce war über Jahrzehnte einer der bedeutendsten Flugmotorenhersteller. In einer Reihe von Triebwerken wurde die Entwicklungslinie über 30 Jahre fortgesetzt.
- Rolls-Royce Buzzard
- Rolls-Royce Condor
- Rolls-Royce Crecy
- Rolls-Royce Eagle
- Rolls-Royce Exe
- Rolls-Royce Falcon
- Rolls-Royce Goshawk
- Rolls-Royce Griffon
- Rolls-Royce Hawk
- Rolls-Royce Kestrel
- Rolls-Royce Merlin
- Rolls-Royce Pennine
- Rolls-Royce Peregrine
- Rolls-Royce R
- Rolls-Royce Vulture
- Rolls-Royce/Teledyne Continental Motors Lizenz Motoren (C-90, O-200, O-300, O-240, IO-360)

## Weitere Geschäftsfelder

### Wehrtechnik
Insbesondere für die britischen Streitkräfte wurden an Fahrzeug- und Panzertriebwerken nach einem Baukastensystem die folgenden Triebwerksmodelle gebaut:
- B40 2,8 l, Vierzylinder, Benzin z. B. im Austin Champ
- B60 4,2 l, Sechszylinder, Benzin, 129 bhp, z. B. im Daimler Ferret
- B80 5,6 l, Achtzylinder, Benzin, 170 bhp, z. B. im Alvis Saladin
- B81 6,5 l, Achtzylinder, Benzin, 220 bhp, z. B. im Alvis Stalwart, Saracen
- K60 Zweitakt, Sechszylinder, Multi-Fuel, 240 bhp, z. B. im FV 432

### Marine
Weitere Produkte sind technische Ausrüstungen für Schiffe, unter anderem verschiedene Antriebe für Schiffe.

### Energie- und Nukleartechnik
Vergleichsweise wenig bekannt ist, dass Rolls-Royce auch in der Energieerzeugung aktiv ist. So werden beispielsweise Aeroderivative-Turbinen für Elektrizitätswerke und die Energietechnik hergestellt. Darüber hinaus verfügt Rolls-Royce auch über einen Unternehmensbereich, der Nukleartechnik entwickelt, z. B. für den Antrieb von Atom-U-Booten.
Der Bereich Aeroderivative-Turbinen wurde 2014 an Siemens verkauft.

## Rolls-Royce in Deutschland

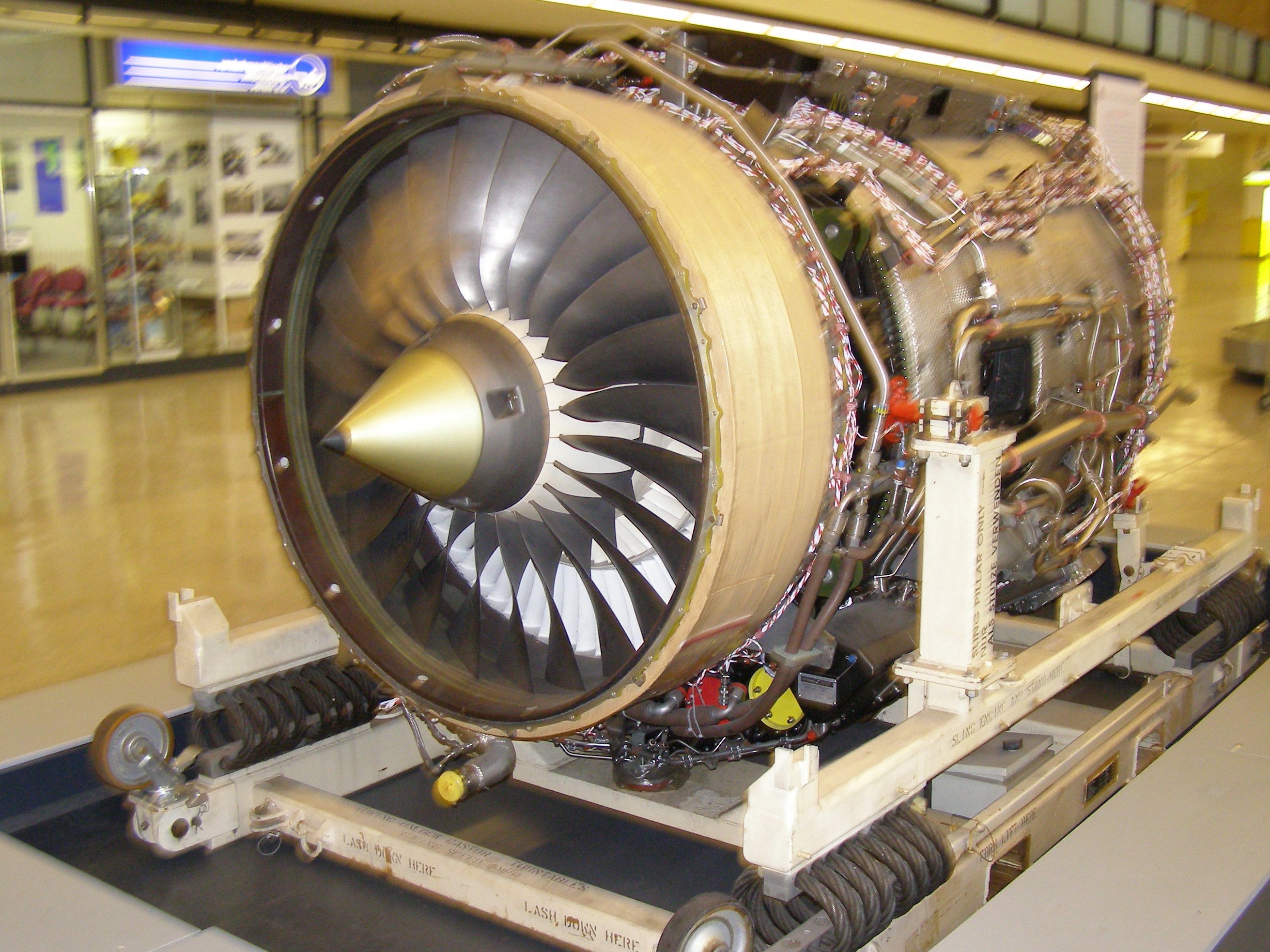
BR 710

Rolls-Royce plc ist in Deutschland mit seinen Geschäftsbereichen Civil- und Defence Aerospace, Power Systems und Schiffstechnik vertreten. Innerhalb des RR-Konzerns hat Deutschland mit rund 11.000 Beschäftigten an 14 Standorten nach dem Vereinigten Königreich die zweitgrößte Belegschaft. Seit 2014 gehört die Rolls-Royce Power Systems AG (RRPS) vollständig zu Rolls-Royce. Das deutsche Traditionsunternehmen – hervorgegangen aus der Maybach-Motorenbau GmbH (bis 1918 Luftfahrzeug-Motorenbau GmbH) – mit Sitz in Friedrichshafen liefert Großmotoren, Antriebssysteme und dezentrale Energieanlagen.
Rolls-Royce Deutschland Ltd & Co KG (RRD) ist in der Luftfahrtindustrie aktiv und ist der einzige deutsche Flugtriebwerkshersteller mit Zulassung für die Entwicklung, Herstellung und Instandhaltung ziviler und militärischer Turbinentriebwerke. An seinen Standorten Dahlewitz und Oberursel hat Rolls-Royce Deutschland derzeit rund 3.600 Beschäftigte, davon etwa 1.100 in Oberursel.
Der RRD-Standort Oberursel, dessen Wurzeln bis zur Motorenfabrik Oberursel zurückreichen, ist heute ein Produktionswerk für Triebwerksbauteile. Mit modernsten Fertigungstechnologien werden hier High-Tech-Komponenten für Rolls-Royce-Triebwerke hergestellt. Der Standort ist zudem Instandhaltungs- und Wartungszentrum von Kleingasturbinen für militärische und zivile Anwendungen.
Am RRD-Standort Dahlewitz nahe dem Flughafen Berlin Brandenburg befindet sich die Entwicklung und Endmontage aller BR700-Triebwerke. Als Kompetenzzentrum für Zweiwellentriebwerke ist Dahlewitz außerdem für die Triebwerksbaureihen Tay, Spey und Dart verantwortlich. Diese Triebwerke sind Antrieb für Geschäftsreiseflugzeuge und kleinere Verkehrsflugzeuge. Insgesamt betreut Rolls-Royce Deutschland weltweit über 9.000 im Dienst befindliche Triebwerke. Weiterhin betreibt Rolls-Royce in Dahlewitz einen Prüfstand für zivile Großtriebwerke sowie ein Versuchszentrum zur Prüfung des mechanischen Verhaltens von Gasturbinenkomponenten (Mechanical Test Operation Center). Ein neuer Entwicklungs-Prüfstand für Reduktionshauptgetriebe (Power Gearbox) wurde 2017 in Betrieb genommen. Reduktionshauptgetriebe werden in künftigen Rolls-Royce-Triebwerken mit ultrahohem Nebenstromverhältnis zur Anwendung kommen.
Heute liegt die Verantwortung für folgende Triebwerke bei Rolls-Royce Deutschland:
- Rolls-Royce Dart Turboprop für die Propellerflugzeuge Grumman Gulfstream I, Fokker F-27 und BAe 748
- Rolls-Royce Spey Turbofan für Grumman Gulfstream II und Gulfstream III sowie BAC 1-11 und Fokker F28
- Rolls-Royce Tay Turbofan für Grumman Gulfstream IV, Fokker 70 und Fokker 100
- Rolls-Royce BR710 Turbofan für Grumman Gulfstream V und Bombardier Global Express, sowie British Aerospace Nimrod MRA4
- Rolls-Royce BR715 Turbofan für Boeing 717 und Tupolew Tu-334
- Rolls-Royce BR725 Turbofan für Grumman Gulfstream G650

Ende 2005 wechselte der Rolls-Royce-Anteil an dem Triebwerk V2500 des Joint-Ventures International Aero Engines für die Airbus A319/A320/A321-Familie vom englischen Derby an das deutsche Tochterunternehmen, wo jetzt in Dahlewitz bei Berlin alle Fäden zusammenlaufen. Der Grund für diese Verlagerung war die Schaffung neuer Kapazitäten für die Expansion der Trent-Familie. Der Anteil besteht aus der Produktion des Hochdruckverdichters und der Komplettmontage.